# Annapurna Animation
Annapurna Animation è uno studio di animazione americano e una divisione di Annapurna Pictures, fondato dagli ex dirigenti dei Blue Sky Studios Robert L. Baird e Andrew Millstein il 1 dicembre 2022 e con sede a North Stamford, Connecticut. Il primo film dello studio, Nimona, è uscito il 30 giugno 2023 su Netflix.

## Filmografia
- Nimona (2023)